# 부산남부소방서
부산남부소방서(釜山南部消防署, Busan Nambu Fire Station)는 부산광역시 수영구와 부산광역시 남구를 관할하는 부산광역시 소방안전본부 산하의 소방서이다.
소방서장은 소방정으로 보한다.

## 조직
| 청문감사담당관 - 감사감찰계 - 보건안전계 | - 소방행정과 - 소방행정계 - 예산장비계 | - 예방안전과 - 예방지도계 - 소방민원계 | - 구조구급과 - 구조구급계 - 홍보교육계 | - 현장대응단 - 방호계 - 지휘조사1·2·3팀 |

## 관할센터 및 관할구역
부산남부소방서는 5개의 119안전센터와 1개의 구조대를 산하에 두고 있다.
| 명칭                     | 사진 | 주소                 | 관할구역                         | 지역대 |
| ------------------------ | ---- | -------------------- | -------------------------------- | ------ |
| 광안119안전센터          |      | 수영구 광일로 64     | 수영구 광안동, 민락동            |        |
| 감만119안전센터          |      | 남구 우암로 81       | 남구 감만동, 우암동, 대연 4동    |        |
| 대연119안전센터          |      | 남구 수영로 179      | 남구 대연 1·2·3동, 수영구 남천동 |        |
| 망미119안전센터          |      | 수영구 과정로55길 16 | 수영구 망미동, 수영동            |        |
| 용당119안전센터          |      | 남구 신선로 398      | 남구 용당동, 용호동              |        |
| 부산남부소방서 119구조대 |      | 남구 수영로 279      | 부산광역시 수영구, 남구 일원     |        |

## 같이 보기
- 대한민국 소방청
- 대한민국의 소방
- 소방관 계급